# 13式空挺傘

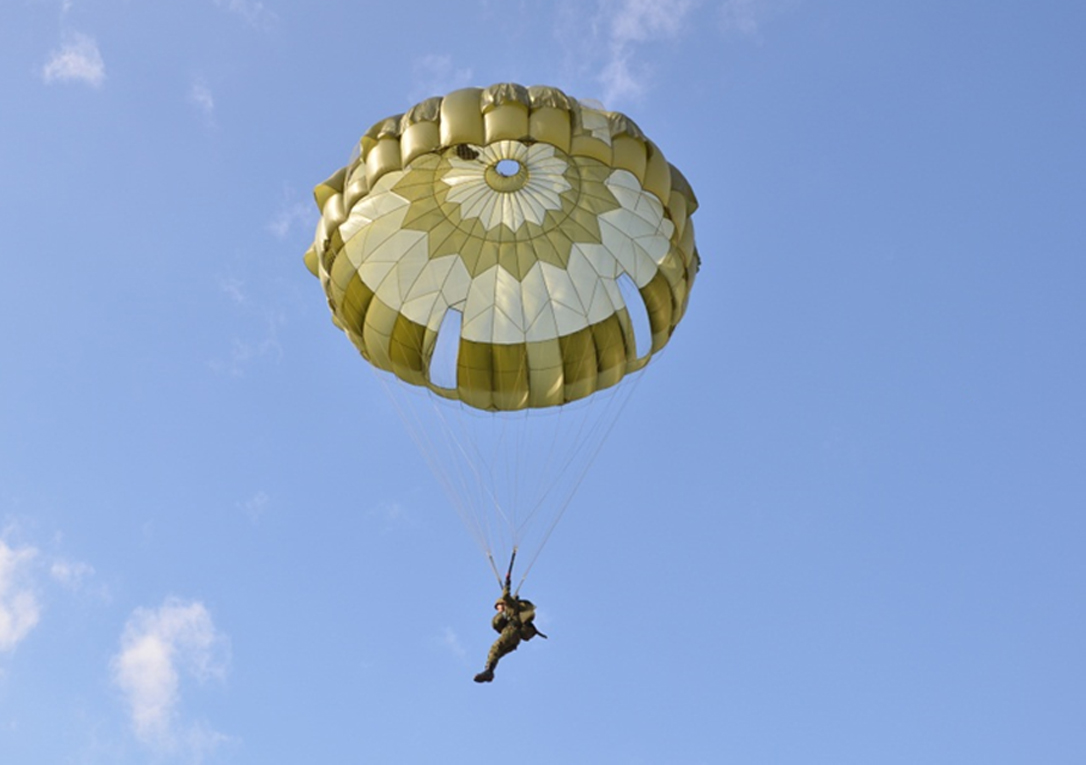
陸上自衛隊の13式

13式空挺傘（ひとさんしきくうていさん）は陸上自衛隊が2013年（平成25年）度に採用した藤倉航装製パラシュートである。空挺隊員を航空機から降下させる際に用いる。

## 特徴
離島防衛のため狭隘地などに大量の兵員を送る場合、重い装備品を携行した状態で速く安全に集団での密集降下をする必要がある。本傘は空中接触や地上接近時の安定性に優れており、ライセンス国産の696MIでは航空機の片側からしか降下できないが、両扉からの連続降下が可能となった。60式空挺傘以来の国産空挺傘である。
開発については1999年（平成11年）からメーカーの藤倉航装が自社研究を開始した。集団密集降下性の向上による両扉からの連続降下を目標とした。
他の落下傘の後流域に入った場合でも気流の強い部分を有効活用して形状を保持するため、エアーポケット機構が設けられた。また、接触し離反した後に変形部分が早く回復するよう、デルタパネル機構が設けられた。そして、それぞれの機構が適切に働くよう最適化を図られている。
また、接触時などに急激な圧力変化を発生させないよう、空気透過度の異なる布を用いて傘体自体から空気を透過させ、安定性などの基本性能が担保されている。

## 諸元・性能
- 傘体形式：平面複合円錐[5]
- 傘体直径：約11.7m[6]
- 重量：約18kg以下（主傘）、約7kg以下（予備傘）
- 開傘時間:4秒以内
- 降下速度:6.1m/秒以下

## 参考文書
- 藤倉航装株式会社「13式空挺傘の開発」公益財団法人防衛基盤整備協会ホームページ、2020年3月16日閲覧